# Greatest Hits Vol. 2
Greatest Hits Vol.2 est une compilation du groupe suédois ABBA commercialisée le 29  octobre 1979 afin de coïncider avec la tournée mondiale du groupe. Il contient le titre phare Gimme! gimme! gimme! (a man after midnight) enregistré en août 1979  et regroupe les succès du groupe de 1975 à 1979. Cet album est le second à atteindre la première place des charts au Royaume-Uni après l'album Voulez-Vous.
Rock me apparaît ici pour avoir été un succès en Australie et Nouvelle-Zélande et parce qu'il fait partie de la set-list de la tournée.
Angeleyes est présentée sur la compilation car le single a seulement été édité, au Royaume-Uni, en 45 tours double face A avec la chanson 'Voulez-Vous'. Ailleurs, c'est la chanson titulaire de l'album qui est devenue une face A.

## Titres
Face A
1. Gimme! Gimme! Gimme! (A Man After Midnight)
2. Knowing Me, Knowing You
3. Take a Chance on Me
4. Money, Money, Money
5. Rock Me
6. Eagle
7. Angeleyes

Face B
1. Dancing Queen
2. Does Your Mother Know
3. Chiquitita
4. Summer Night City
5. The Name of the Game
6. I Wonder (Departure)
7. Thank You for the Music

## À noter
L'album a été édité en format CD dès 1983, mais n'est plus disponible depuis le début des années 90.[réf. nécessaire]